# Igor' Ledjachov
Igor' Anatol'evič Ledjachov (in russo Игорь Анатольевич Ледяхов?; Soči, 22 maggio 1968) è un allenatore di calcio ed ex calciatore sovietico, dal 1991 russo, di ruolo centrocampista, tecnico del Terek Groznyj.

## Palmarès

### Giocatore

#### Club
- Campionato russo: 3

Spartak Mosca: 1992, 1993, 1994
- Coppa dell'URSS: 1

Spartak Mosca: 1992
- Coppa di Russia: 1

Spartak Mosca: 1994

#### Individuale
- Calciatore russo dell'anno: 1

1992